# دانشگاه ملی ورزش کره
دانشگاه ملی ورزش کره (انگلیسی: Korea National Sport University) (KNSU) یک دانشگاه ملی واقع شده در سئول، کره جنوبی است. این دانشگاه، تنها دانشگاه ملی ورزش در کره جنوبی است. دانشگاه ملی ورزش کره در سال ۱۹۷۷ میلادی تأسیس شد اما در مارس ۱۹۷۸ باز شد. هدف این دانشگاه، آموزش و پرورش ورزشکاران عالی و مربیان تخصصی ورزش است. همه دانشجویانی که در رشتهٔ آموزش فیزیکی و راهنمایی ورزشی تحصیل می‌کنند ملزم به زندگی در خوابگاه هستند و دولت کره جنوبی از شهریه و هزینه‌های ورودی آنها صرفنظر می‌کند.